# Eric Bentley
Eric Russell Bentley (Bolton, 14 de setembro de 1916 - Nova York, 5 de agosto de 2020) foi um crítico, dramaturgo, cantor, cantor, editor e tradutor americano de origem britânica. Em 1998, ele foi introduzido no American Theatre Hall of Fame. Ele também foi membro do Hall da Fama do Teatro de Nova York, reconhecendo seus muitos anos de apresentações em cabaré.

## Biografia
Bentley nasceu em Bolton, Lancashire, filho de Laura Evelyn e Fred Bentley. Bentley frequentou a Universidade de Oxford, recebendo seu diploma em 1938. Posteriormente, frequentou a Universidade de Yale, onde recebeu o Prêmio John Addison Porter. Bentley ensinou História e Drama durante a sessão de verão de 1942 no Black Mountain College, bem como entre 1943 e 1944.
A partir de 1953, lecionou na Universidade de Columbia e foi crítico de teatro na The New Republic. Ele ficou conhecido por seu estilo contundente de crítica teatral e foi ameaçado por processos judiciais de Tennessee Williams e Arthur Miller por suas críticas desfavoráveis ao trabalho deles. De 1960 a 1961, Bentley foi o professor Charles Eliot Norton na Universidade de Harvard. 
Bentley foi um dos especialistas mais destacados em Bertolt Brecht, que conheceu na Universidade da Califórnia, em Los Angeles, quando jovem, e cujo trabalho ele traduziu extensivamente. Ele editou a edição da Grove Press do trabalho de Brecht e gravou dois álbuns das músicas de Brecht para a Folkways Records, a maioria dos quais nunca antes havia sido gravada em inglês. 
Em 1968, ele assinou a promessa de Protesto de Imposto de Guerra para Escritores e Editores, prometendo recusar pagamentos de impostos em protesto contra a Guerra do Vietnã.
Sua peça The Red, White, and Black foi produzida no La MaMa Experimental Theatre Club em 1971, em colaboração com a Escola de Artes da Columbia University. A partir de 1975, Andrei Serban dirigiu várias produções da tradução de Bentley da Good Woman of Setzuan de Brecht no La MaMa, com música de Elizabeth Swados. A produção de 1975 foi seguida por uma produção em 1976 e outra produção em 1978. A Great Jones Repertory Company também levou o show em turnê pela Europa em 1976.
Bentley foi eleito membro da Academia Americana de Artes e Ciências em 1969. Nesse mesmo ano, ele tornou pública sua homossexualidade. Em uma entrevista ao The New York Times em 12 de novembro de 2006, ele afirmou que se casou duas vezes antes de assumir aos 53 anos, quando deixou o cargo de professor de literatura dramática de Brander Matthews na Columbia para se concentrar em seus escritos. Ele citou sua homossexualidade como uma influência em seu trabalho teatral, especialmente em sua peça Lord Alfred's Lover, baseada na vida de Oscar Wilde. 
Ele ganhou um Prêmio Obie de Realização Vitalícia em Teatro da American Theater Wing em 2006 e um Robert Chesley Award em 2007.
Bentley tornou-se cidadão americano em 1948 e morava na cidade de Nova York há muitos anos na época de sua morte. Ele completou 100 anos em 14 de setembro de 2016.
Bentley morreu em sua casa em Manhattan em 5 de agosto de 2020, aos 103 anos de idade.

## Trabalhos selecionados
Ele escreveu numerosos livros de crítica teatral. Além disso, ele editou The Importance of Scrutiny (1964), uma coleção de Scrutiny: A Quarterly Review, e Trinta Anos de Traição: Trechos de Audiências Antes do Comitê de Atividades Antiamericanas da Casa, 1938–1968 (1971). Sua peça mais produzida, Are You Now Or Have You Ever Been: The Investigations of Show-Business by the Un-American Activities Committee 1947 - 1958 (1972), foi baseada nas transcrições do Comitê de Atividades Não-Americanas da Câmara, coletado em Trinta anos de traição .

### Livros (crítica de teatro)
- 1944: A Century of Hero Worship
- 1946: The Playwright As Thinker
- 1947: Bernard Shaw
- 1948: The Modern Theatre
- 1953: In Search of Theater
- 1956: What Is Theatre?
- 1964: The Life of the Drama
- 1971: Thirty Years of Treason
- 1972: Theater of War
- 1981: Brecht Commentaries
- 1987: Thinking About The Playwright

### Discografia
Gravações feitas pela Bentley para a Folkways Records.
- 1961: "Bertolt Brecht before the Committee on Un-American Activities: An Historical Encounter"
- 1963: "A Man's A Man by Bertolt Brecht"
- 1964: "Songs of Hanns Eisler"
- 1965: "Bentley on Brecht: Songs and Poems of Bertolt Brecht"
- 1965: "The Exception and the Rule", de  Bertolt Brecht
- 1968: "The Elephant Calf and Small Comments on Large Themes"
- 1968: "Bentley on Biermann: Songs and Poems of Wolf Biermann"
- 1970: "Eric Bentley Sings The Queen of 42nd Street"